# Rosmolen (Evergem)
De rosmolen van de tot de Oost-Vlaamse gemeente Evergem behorende plaats Ertvelde is gelegen aan de Stenenmolenstraat 21.
Deze rosmolen van het type buitenrosmolen werd gebruikt als korenmolen. De rosmolen staat nabij de windmolen Stenen Molen en werd gebruikt als er niet voldoende wind voorhanden was. Het is de enige combinatie van wind- en rosmolen die in België nog is overgebleven.
Het is een achthoekig bakstenen gebouwtje met rieten dak, voorheen had het een pannendak. De rosmolen is al in 1799 gesticht. Het houten afdekkingskapje is aangebracht om het boveneinde van de staartbalk en de koningsspil te beschermen.
De molen werd door de eigenaar maalvaardig gerestaureerd en wordt gebruikt om diervoer, zoals maïs, te malen. In de molen staat ook een haverpletter en een handzeef.
- Inventaris van het Bouwkundig Erfgoed (Vlaanderen): 8552